# 姫路市立砥堀小学校
姫路市立砥堀小学校（ひめじしりつ とほりしょうがっこう）は、兵庫県姫路市砥堀に所在する公立小学校。

## 沿革
- 1873年（明治6年） - 桃李小学校として開校。
- 1941年（昭和16年） - 砥堀国民学校と改称。
- 1947年（昭和22年） - 姫路市立砥堀小学校と改称[1]。

## 通学区域
- 仁豊野、砥堀[2]

※卒業後は基本的に姫路市立増位中学校に進学する。

## 通学区域が隣接している学校
- 姫路市立増位小学校
- 姫路市立水上小学校
- 姫路市立豊富小中学校
- 姫路市立香呂南小学校
- 姫路市立置塩小学校
- 姫路市立広峰小学校

## ゆかりの人物
- 三上参次 - 歴史学者。1880年（明治13年）に桃李小学校時代の本校で教師をしていた時期がある[3]。
- 和辻哲郎 - 哲学者・倫理学者。仁豊野生まれ、本校出身[4]。『ちから』の詩書碑が本校校庭に建つ[5]。